# Hasui Kawase

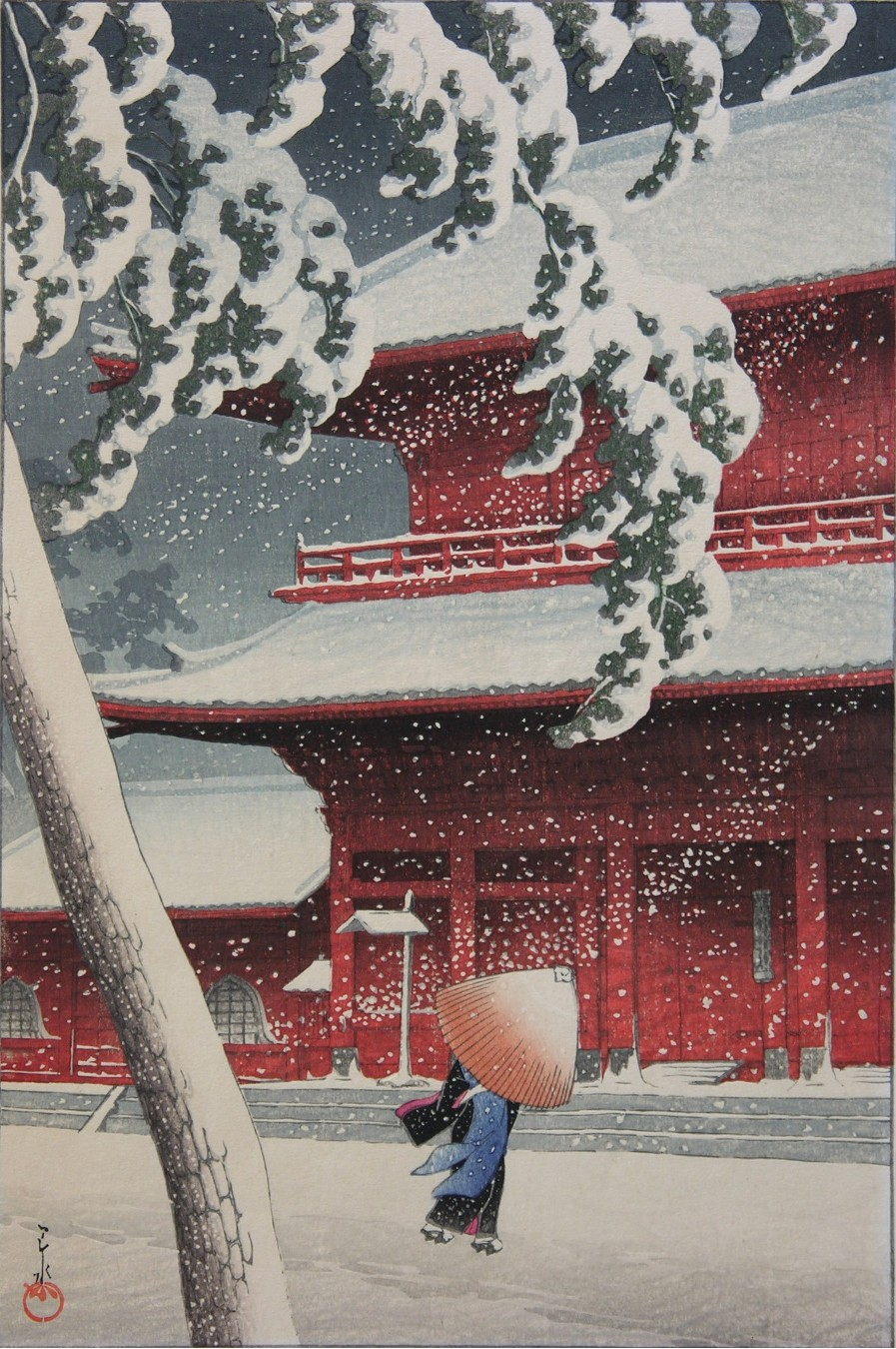
Świątynia Zōjō-ji. w śniegu w Tokio, Shiba (1925), ob. na terenie parku Shiba

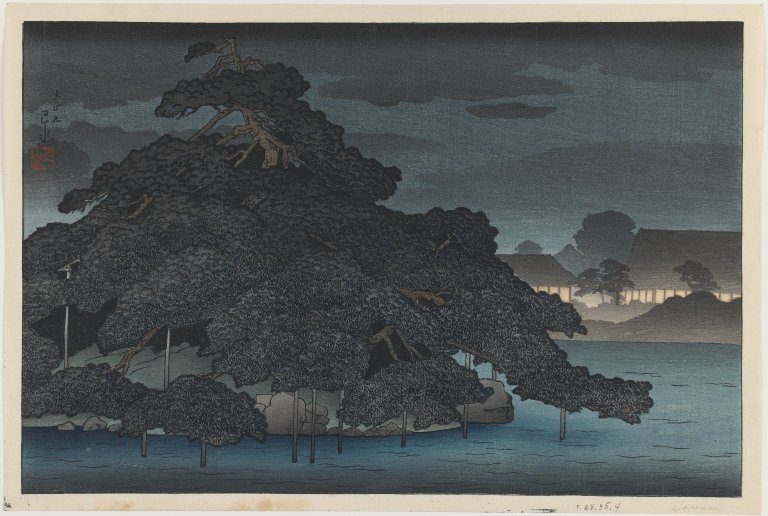
Wyspa sosen w nocnym deszczu z cyklu Posiadłość Mitsubishi w Fukagawa, 1920

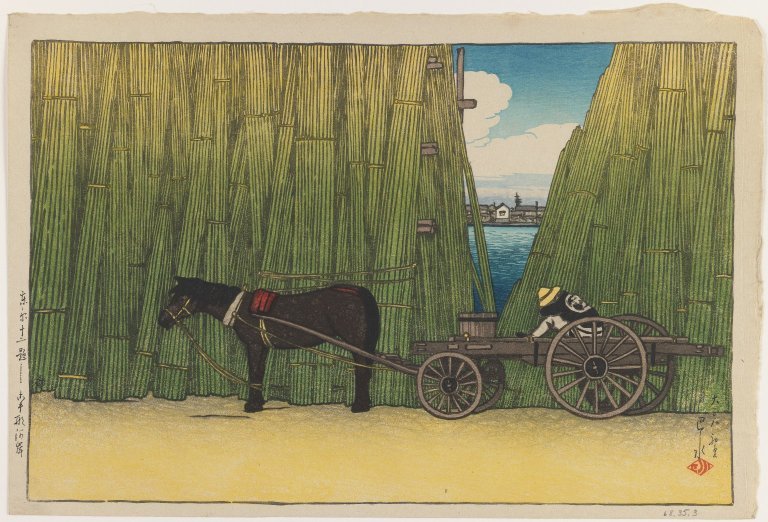
Nabrzeże Komagata (rzeki Sumida) w Tokio, 1919

Hasui Kawase (jap. 川瀬 巴水 Kawase Hasui; ur. 18 maja 1883 – zm. 7 listopada 1957) – japoński artysta malarz, jeden z najwybitniejszych pejzażystów, mistrz drzeworytu w stylu ukiyo-e i shin-hanga („nowego drzeworytu”).

## Życiorys
Urodził się w ówczesnej tokijskiej dzielnicy Shiba-ku (ob. Minato-ku) jako Bunjirō Kawase, w rodzinie kupieckiej. Od młodości marzył o karierze artystycznej, ale pod naciskiem rodziców, musiał zająć się rodzinnym biznesem. Gdy firmę przejęła w końcu jego siostra ze swoim mężem, pracownikiem firmy, Hasui mógł zająć się twórczością artystyczną.
Chciał studiować u mistrza portretów pięknych kobiet (bijin-ga), Kiyokaty Kaburagiego (1878–1972), ale ten odmówił (ze względu na zbyt „późny” wiek adepta, który miał wówczas 26 lat), zachęcając go do nauki zachodniego stylu malarstwa, co ten uczynił, pobierając wiedzę od Saburōsuke Okady (1869–1939). Po dwóch latach studiów ponownie skierował się do Kaburagiego, który tym razem go przyjął. Kawase studiował u niego ukiyo-e i nihonga. Skupiał się głównie na tworzeniu akwareli przedstawiających aktorów, codzienne życie i pejzaże. Wiele z nich publikowano jako ilustracje w książkach i gazetach ostatnich lat okresu Meiji i we wczesnym okresie Taishō.
Po obejrzeniu wystawy i pod wrażeniem serii Ośmiu widoków jeziora Biwa (autorstwa innego mistrza shin-hanga, Shinsui Itō, 1898–1972), Hasui Kawase zwrócił się o pomoc w publikacjach do jego wydawcy o nazwisku Shōzaburō Watanabe, który testując go, kazał zrobić trzy eksperymentalne odbitki. Poznawszy jego talent, Watanabe opublikował je w sierpniu 1918 roku.  Serie: Dwanaście widoków Tokio, Osiem widoków południowego wschodu i pierwsze Wspomnienia z podróży z 16 rycinami wydano w 1919 roku, każdą w dwóch odbitkach.
Jego seria dwunastu grafik Kolekcja scen Japonii rozpoczęta w 1922 roku nie została ukończona z powodu wielkiego trzęsienia ziemi w Kantō w 1923 roku, które zniszczyło warsztat Watanabe, w tym matryce jeszcze niedystrybuowanych grafik i szkicowniki.
Hasui podróżował m.in. do regionów: Hokuriku, San’in i San’yō w 1923 roku i po powrocie w lutym 1924 roku stworzył trzecią serię szkiców Wspomnień z podróży.
Hasui współpracował z Shōzaburō Watanabe, propagatorem ruchu odnowy drzeworytu shin-hanga, przez 40 lat swojej działalności artystycznej. W 1956 roku Hasui Kawase otrzymał tytuł Żywego Skarbu Narodowego Japonii. Jego prace zyskały szeroki rozgłos na Zachodzie dzięki amerykańskiemu kolekcjonerowi i marszandowi, Robertowi O. Mullerowi (1911–2003).

## Style
Kawase pracował głównie nad pejzażami, także miejskimi, opartymi na szkicach zrobionych w Tokio i podczas podróży po Japonii. Jednakowoż, jego grafiki nie przedstawiały meisho (miejsca znane z piękna pejzażu, odniesień do poezji i literatury, wydarzeń historycznych) typowe dla wcześniejszych mistrzów ukiyo-e, jak Hiroshige Andō (1797–1858) czy Hokusai Katsushika (1760–1849). Kawase pokazywał miejsca spokojne i mało znane w urbanizującej się Japonii.
Hasui uważał się za realistę. W twórczości wykorzystywał umiejętności nabyte podczas studiów nad sztuką zachodnią. Podobnie jak Hiroshige tworzył grafiki podróżnicze i pejzażowe, często ujmowane w deszczu i śniegu, ale portretowane miejsca były mniej znane i uchwycone z naturalistycznym światłem, cieniowaniem i teksturami, bez podpisów i tytułów standardowych dla epoki Hiroshige.
Kawase zostawił wiele grafik i akwareli. Znaczna ich część była powiązana tematycznie z drzeworytami. Kawase był także autorem obrazów olejnych, tradycyjnych wiszących zwojów (kakemono) i kilku parawanów (byōbu).
Na Zachodzie Kawase jest znany głównie jako twórca japońskich drzeworytów. On i Hiroshi Yoshida (1876–1950) są uważani za dwóch największych artystów stylu shin-hanga, znanych głównie z grafik pejzażowych.

## Prace
- Dwanaście scen z Tokio (1919–1921)
- Wybór scen z Japonii (1922–1926)
- Śnieg w świątyni Zōjō-ji (1925)
- Złoty Pawilon w Hiraizumi w śniegu (1957; ostatnia praca Kawase)

O datowaniu grafik: wiele z nich miało odbitki tworzone po 1960 roku, po śmierci Кawase (w Japonii kolejne kopie nie są numerowane, na przykład, „5/100”.)

### Literatura dodatkowa
- Brown, Kendall and Newland, Amy Reigle. Kawase Hasui: the Complete Woodblock Prints. Amsterdam: Hotei Publishing, 2003.